# Daniel Holly
Danny Holly (* 3. Oktober 1979 in Seymour, Indiana), auch Hollie oder Holliday geschrieben, ist ein US-amerikanischer Wrestler, der unter seinem Ringnamen Danny Basham antritt.

## Karriere

### Ohio Valley Wrestling
Zu Beginn seiner Karriere trat er in der WWE Entwicklungsliga Ohio Valley Wrestling relativ erfolgreich als The Damaja an. Er wurde mehrmals OVW Heavyweight Champion und OVW Southern Tag-Team Champion.

### World Wrestling Entertainment
Ab 2003 wurde er unter dem Namen Danny Basham als Bruder des Wrestlers Doug Basham ausgegeben und mit diesem in die Besetzung der Hauptshow SmackDown! berufen, wo sie das Tag-Team Basham Brothers bildeten. Im Oktober 2003 durften sie sich zum ersten Mal die WWE Tag Team Titel von Eddie Guerrero und Chavo Guerrero sichern und bis zur Veranstaltung No Way Out im Jahr 2004 halten.
Anfang Dezember 2004 fügte man sie in das von JBL geführte Stable „The Cabinet“ ein. Am 11. Januar 2005 ließ man die Basham Brothers zum zweiten Mal die WWE Tag Team Titel gewinnen, indem sie Rob Van Dam und Rey Mysterio besiegten. Am 16. Juni 2005 gab man bekannt, dass sie das Cabinet verlassen. Im Zuge des Besetzungswechsels 2005 ließ man Danny Basham zu RAW wechseln, während sein Tag-Team-Partner bei SmackDown! blieb. Danach hatte er fast nur noch Dark Matches bei RAW und einige Auftritte bei der Nebensendung Heat.
Im Juli 2006 vereinte man die Basham Brothers wieder, und die beiden traten als Begleiter Paul Heymans in der neu formierten ECW an. Doch auch dort fand man langfristig keine Verwendung mehr für sie und schickte Danny Basham zurück zu Ohio Valley Wrestling, bevor er im Zuge der Entlassungswelle im Januar 2007 von der WWE gehen musste.

### Total Nonstop Action Wrestling
Kurz nach seiner Entlassung unterschrieb er, zusammen mit dem ebenfalls von der WWE entlassenen Doug Basham, einen Vertrag bei TNA, wo sie wieder ein Tag-Team formierten und sich Damaja und Basham nannten. Jedoch wurden sie schon nach kurzer Zeit wieder entlassen, da Danny Basham bei einem TNA Impact Taping eine No Show hinlegte.

## Independent
Seit seiner Entlassung durch TNAW ist Daniel Holly zurzeit ohne feste Ligenanbindung.

## Erfolge

### World Wrestling Entertainment
- 2× WWE Tag Team Champion mit Doug Basham

### Ohio Valley Wrestling
- 4× OVW Heavyweight Champion
- 3× OVW Southern Tag-Team Champion (2× mit David C. und 1× mit Doug Basham)